# Giải vô địch bóng đá nữ U-17 châu Phi
Giải vô địch bóng đá nữ U-17 châu Phi tiếng Anh: African U-17 Cup of Nations for Women) là giải bóng đá nữ do Liên đoàn bóng đá châu Phi (CAF) tổ chức dành cho các đội tuyển bóng đá nữ U-17 quốc gia tại châu Phi, đóng vai trò là vòng loại Giải vô địch bóng đá nữ U-17 thế giới.
Giải tổ chức lần đầu tiên vào năm 2008 với 12 đội tham gia nhưng rất nhiều đội bỏ cuộc trước khi các trận đấu diễn ra, điều thường xuyên diễn ra trong lịch sử của giải.

## Kết quả
| Năm           |                        | Vô địch                | Á quân                 | Hạng ba                |  |
| ------------- | ---------------------- | ---------------------- | ---------------------- | ---------------------- |  |
| 2008 Chi tiết | · Nigeria              | · Ghana                | · Cameroon             |                        |  |
| Năm           | Đội vượt qua vòng loại | Đội vượt qua vòng loại | Đội vượt qua vòng loại | Đội vượt qua vòng loại |  |
| 2010 Chi tiết | · Ghana                | · Nigeria              | · Nam Phi              |                        |  |
| 2012 Chi tiết | · Gambia               | · Ghana                | · Nigeria              |                        |  |
| 2013 Chi tiết | · Ghana                | · Nigeria              | · Zambia               |                        |  |
| 2016 Chi tiết | · Cameroon             | · Ghana                | · Nigeria              |                        |  |
| 2018          | · Ghana                | · Nam Phi              | · Cameroon             |                        |  |
| 2022          | · Maroc                | · Nigeria              | · Tanzania             |                        |  |
| 2024          | · Kenya                | · Nigeria              | · Zambia               |                        |  |
| 2025          | · Bờ Biển Ngà          | · Nigeria              | · Zambia               | · Cameroon             |  |